# Sariego
Sariego is een gemeente in de Spaanse provincie en regio Asturië met een oppervlakte van 25,72 km². Sariego telt 1.260 inwoners (1 januari 2016).

## Demografische ontwikkeling
Bron: INE, 1857-2011: volkstellingen